# معبد کونسوارام

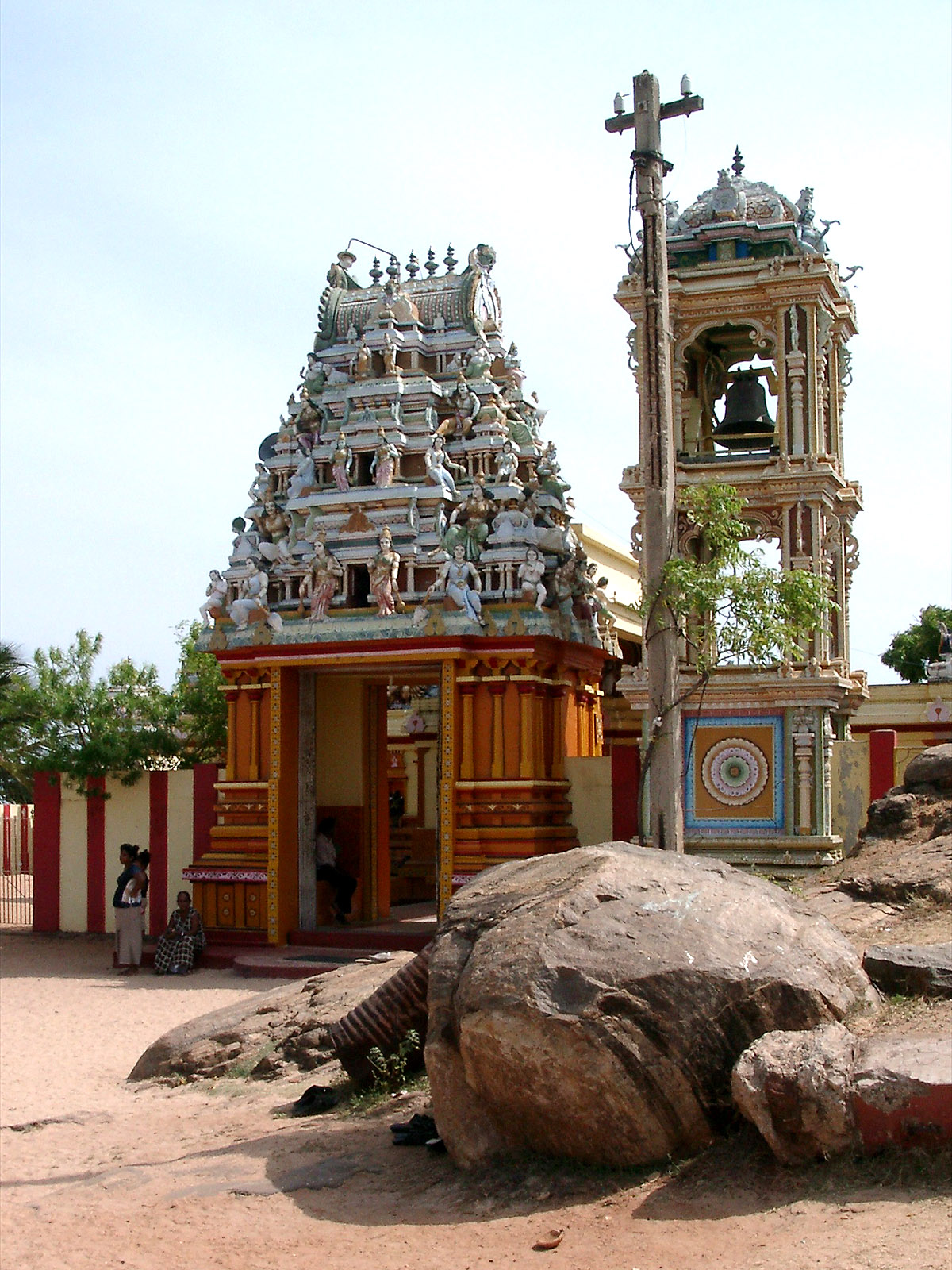
نمایی از معبد کونسوارام در کشور سریلانکا - ۲۰۰۲

معبد کونسوارام (Koneswaram temple)، یک معبد هندو در شرق استان ترینکوال در کشور سریلانکا می‌باشد که در سراسر این قاره مورد تکریم و احترام هندوها می‌باشد. 
در سراسر این معبد تندیس و نقاشی‌های خدای مقدس هندوها، شیوا، به چشم می‌خورد. این معبد در طول قدمت آن بارها توسط استعمالگران خارجی تخریب و نابود شده‌است اما هر باره توسط بومیان و مریدان هندو ترمیم و بازسازی شده‌است. این معبد جزو یکی از غنی‌ترین و مورد بازدیدترین معابد آسیا می‌باشد و در اوایل قرن هفدهم مبدل به یکی از مهم‌ترین ساختمان‌های بازمانده با نفوذ از دوره کلاسیک دراویدی شد. این معبد بین سال‌های ۳۰۰ تا ۱۶۰۰ قبل از میلاد مسیح توسط پادشاهان و حاکمان محلی توسعه و افزایش یافت. مجسمه‌ها و تندیس‌های بودا و شیوانا با دقت و هنرمندی تمام تزئین شده‌اند، دیواره‌های با گرانیت سیاه که هم‌اکنون نمومه اندکی از آن‌ها در آسیا است، پوشیده شده‌است. معبد کونسوارام به دلیل تکریم و احترامش ، پیوسته از سوی مردم و پادشاهان مورد کمک‌های مالی فراوانی قرار می‌گرفت.